# Mohawk Trail

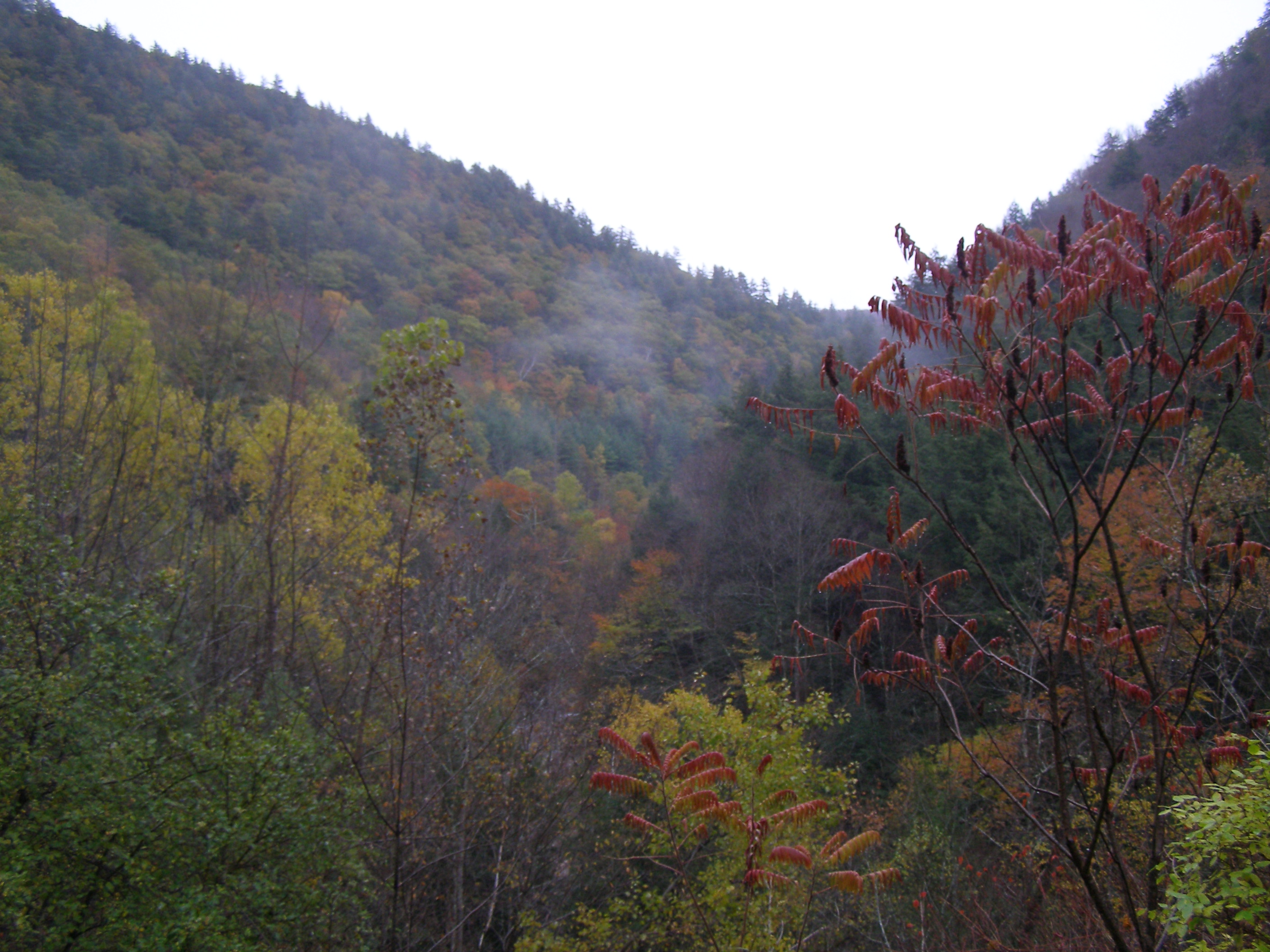
Veduta dal settore orientale del Mohawk Trail.

Il Mohawk Trail era, in origine, una rotta commerciale utilizzata dai Nativi Americani per collegare le nazioni che vivevano lungo la costa atlantica con quelle che vivevano in quello che oggi è lo Stato di New York. Si snodava per 111 km, lungo i fiumi Millers e Deerfield, in quella che oggi è la contea di Franklin, nel Massachusetts.
Snodandosi lungo la Route 2, attraversa scenari tra i più espressivi del New England. Il 3 aprile 1973 è stato inserito sul Registro nazionale dei luoghi storici.